# Samtgemeinde Bodenteich

Lage der Samtgemeinde im Landkreis Uelzen

Die Samtgemeinde Bodenteich war eine Samtgemeinde im Landkreis Uelzen, Niedersachsen. Sie bestand aus dem Flecken Bad Bodenteich und den Gemeinden Lüder und Soltendieck. Verwaltungssitz der Samtgemeinde war Bad Bodenteich. Zum 1. November 2011 verbanden sich die Samtgemeinden Bodenteich und Wrestedt zur Samtgemeinde Aue.

## Politik
Der Samtgemeinderat hatte 18 Sitze. Letzter Samtgemeindebürgermeister war Rainer Kölling (CDU).

## Samtgemeindepartnerschaft
- Ludza, Landkreis Ludzas rajons in Lettland, seit 2005